# The Meta-Four
The Meta-Four fue un stable de lucha libre profesional que aparece en WWE en la marca NXT. El grupo está dirigido por Noam Dar y cuenta con Oro Mensah, Jakara Jackson y Lash Legend. En sus logros están la NXT Heritage Cup que Dar ha ganado en cuatro ocasiones.

## Historia
En NXT Battleground, Noam Dar derrotó a Dragon Lee para retener la Copa Heritage de NXT con la ayuda de Jakara Jackson, Lash Legend y Oro Mensah. En el episodio del 6 de junio de NXT, durante un segmento detrás del escenario, Dar aceptó el desafío de Nathan Frazer a un combate por la Copa Heritage de NXT y presentó al grupo como The Meta-Four. En el episodio del 13 de junio de NXT, Dar estaba listo para defender su título contra Nathan Frazer hasta que se reveló que tenía una lesión en la rodilla. Mensah tomó el lugar de Dar en el combate, pero perdió ante Frazer después de que Valentina Feroz y Yulisa León frustraran los intentos de Jackson y Legend de interferir. Un combate entre ambos equipos estaría programado para NXT Gold Rush la semana siguiente, en el que Jackson y Legend derrotan a Feroz y León. En NXT The Great American Bash, fueron derrotados por Nathan Frazer, Dragon Lee, Valentina Feroz & Yulisa Leon. En NXT Heatwave el 22 de agosto, Dar derrotó a Frazer para ganar la NXT Heritage Cup por tercera vez, un récord. En el episodio de NXT Level Up emitido el 15 de septiembre, Jackson & Legend derrotaron a Dani Palmer & Tatum Paxley.
Ya en 2024, en el episodio de NXT del 16 de enero, Legend & Jackson participaron en una 20-Woman Battle Royal por una oportunidad al Campeonato Femenino de NXT, sin embargo Jackson fue la primera eliminada, aunque Legend eliminó a Adriana Rizzo y a Tatum Paxley pero fue eliminado por Wren Sinclair, la siguiente semana en NXT, Legend derrotó a Wren Sinclair y después del combate, junto a Jackson intentaron atacar a Sinclair, sin embargo, llegó Fallon Henley a contraatacarlas. la siguiente semana en NXT, Jackson interfirió durante el combate entre Fallon Henley contra Arianna Grace discutiendo con Wren Sinclair distrayendo al árbitro para que Legend entrará al ring y atacará a Henley, ocasionandole la derrota, la siguiente semana en NXT, Jackson & Legend derrotaron a Fallon Henley & Wren Sinclair. En el episodio de NXT del 26 de marzo, se anunció que serían los anfitriones de NXT Stand & Deliver, 3 días después en el episodio de NXT Level Up emitido el 29 de marzo, Legend & Jackson derrotaron a Carlee Bright & Kendal Grey. En el episodio del 29 de abril, Meta-Four acordó separarse para iniciar sus carreras individuales.

## Subgrupo

### Subgrupo actual
| Afiliado   | Miembros                   | Años      | Tipo            |
| ---------- | -------------------------- | --------- | --------------- |
| Meta-Girls | Jakara Jackson Lash Legend | 2024–2025 | Equipo Femenino |

## Campeonatos y logros
- WWE
  - NXT Heritage Cup (4 veces) – Dar[11]